# Maratti

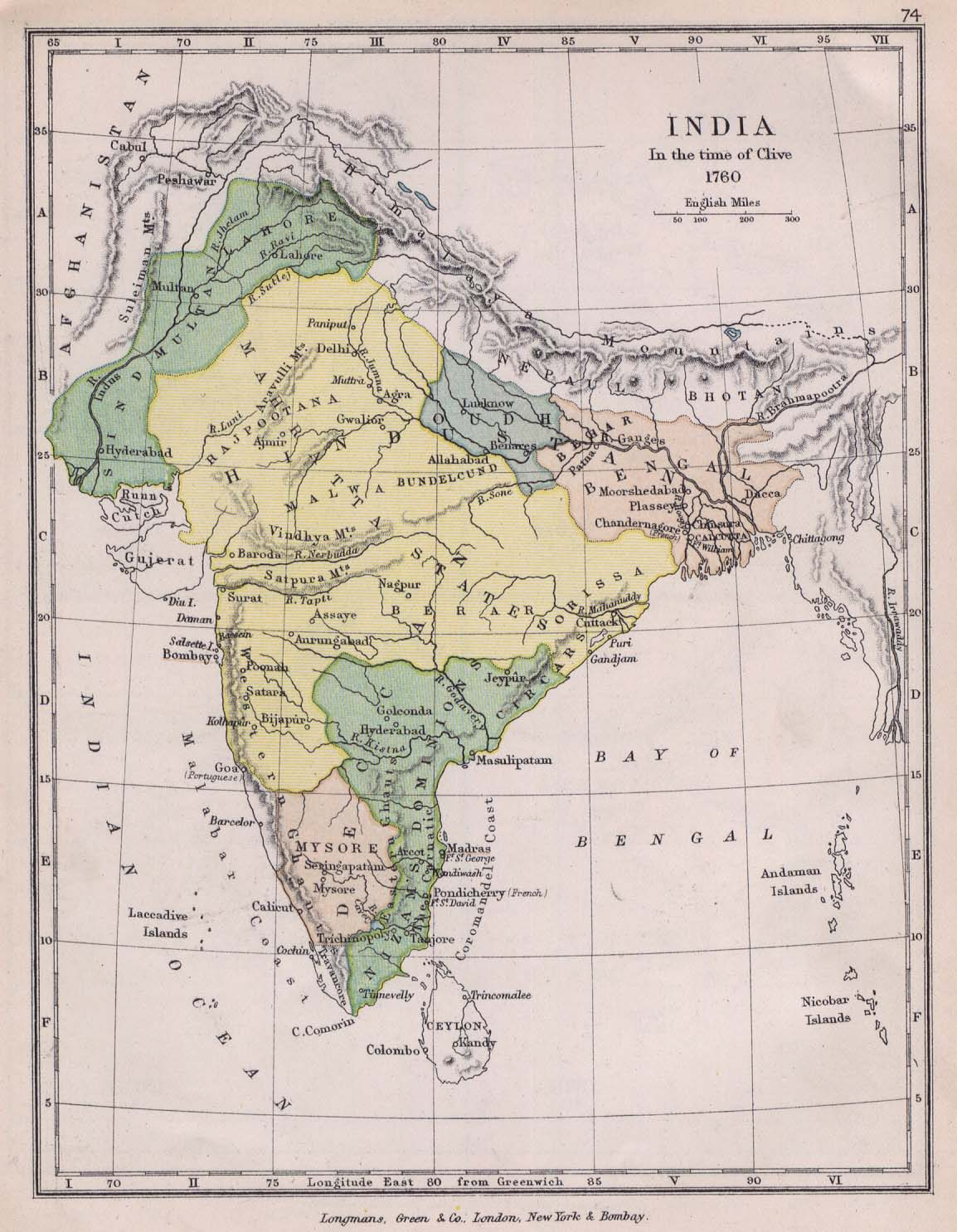
Impero Maratha nel 1760 (la zona in giallo)

I Maratti, o più esattamente, Marāthā (in urdu مراٹھا‎?) sono un clan o casta dell'India, sviluppatasi nello stato indiano del Maharashtra. Il termine è distinto da Marathi, che indica il gruppo etnico o la lingua dominanti nello stesso stato.

## Storia
La casta Maratha era originariamente formata dall'amalgama di famiglie di coltivatori diretti - Kunbi, Lohar, Sutar, Bhandari, Thakar e anche pastori Dhangar - in Maharashtra e che parlano la lingua marathi come madre-lingua.
Molti di loro prestarono servizio militare nel XVI secolo nei Sultanati del Deccan o nell'esercito Mughal. In seguito - nel XVII e nel XVIII secolo servirono nelle forze armate dell'Impero maratha, fondato dal Shivaji, Chhatrapati dei Maratha. Ai principali comandanti maratha furono concessi feudi dai signori per cui combattevano.
I Maratha sono suddivisi in 96 differenti clan, noti come 96 Kuli Maratha o Shahānnau Kule L'elenco di tali clan è variabile.

## Prodromi

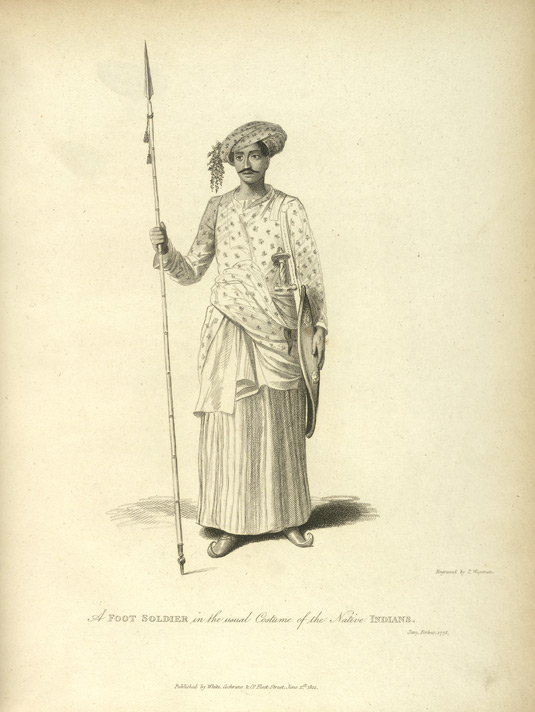
Soldato maratha

Nel secolo XVII, i Maratha e numerose altre caste del Maharashtra riuscirono, sotto la guida dal loro re Shivaji, ad avere la meglio sull'imperatore moghul Aurangzeb e a formare un proprio potente regno che in seguito allargò la propria influenza a tutta l'India centrale, diventando un potente Impero.
Nel secolo XVIII le loro guerre intestine cominciarono a indebolire le loro strutture politiche, economiche e militari, provocando la sconfitta assai severa a Panipat nel 1761, ad opera dell'alleanza afghana guidata da Aḥmad Shāh Durrānī, nella Terza battaglia di Panipat.
I Britannici posero poi definitivamente fine al loro dominio verso il 1818, dando vita al Raj britannico e alla più completa colonizzazione dell'India.

## Riferimenti letterari
Il maharatto Kammamuri è un personaggio del romanzo I misteri della jungla nera scritto da Emilio Salgari.
(Prima descrizione del personaggio, Emilio Salgari, I misteri della jungla nera.)